# Széplaky Gerda
Széplaky Irén Gerda filozófus, esztéta, egyetemi oktató.

## Élete
Tanulmányait a Kossuth Lajos Tudományegyetemen kezdte. 1995 és 1996 között a münsteri Westfälische Wilhelm Universität végezte filozófiai stúdiumait, majd 2001-ben a Debreceni Egyetemen kitüntetéssel diplomázott filozófia-esztétika szakon. 2011-ben védte meg doktori disszertációját a DE BTK Interdiszciplináris Doktori Iskolájában "Az ember teste. A test státusza a filozófiai tradícióban – különös tekintettel a nőiség diskurzusaira" címmel.
Dolgozott az MTA TKI fiatal kutatójaként, a DE BTK Filozófia Intézetének, majd a PPKE BTK Esztétika Tanszékének oktatójaként, vendégoktató a MOME doktori iskolájában, a KRE Filozófia Tanszékén, a Partiumi Keresztény Egyetem Filozófia Intézetében. 2012 óta az EKE Vizuális Művészeti Intézet egyetemi docense, 2021-től a Vizuális Nevelési és Művészetelméleti Tanszék vezetője. Több filozófiai, esztétikai és művészeti folyóirat, illetve tanulmánykötet szerkesztője, szerzője. Publikációi rendszeresen jelennek meg hazai folyóiratokban (Vulgo, Helikon, Új Művészet, Balkon, Flash Art, Octogon, Magyar Építőművészet, Múlt és Jövő, Helikon stb.) és tanulmánykötetekben, elsősorban filozófiai, művészetelméleti, képzőművészeti, építészetesztétikai, valamint irodalomkritikai témákban. Kurátorként is dolgozott: Debrecenben, a MODEM-ben és az olaszországi Velencében rendezte meg Berszán Zsolt Genezis-projekt, illetve Decomposition című kiállítását, Egerben Ekler Dezső Építészeten innen és túl című életműkiállítását, Rómában a MONDI DI APPARENZE című kiállítást, Kolozsváron Szűcs Attila tematikus tárlatát. Több hazai kutatócsoport tagja. Főbb kutatási területei: a Másik és a másság etikai problémái; filozófiai testelméletek; a testiség művészeti reprezentációi; a soá művészeti reprezentációi; kortárs képzőművészet, kortárs építészet, kortárs magyar irodalom; művészetelmélet; feminista filozófia és művészet, performativitás-elméletek. Az MTA köztestületi tagja; a Magyar Fenomenológiai Egyesület tagja. 2018-tól a Magyar Filozófiai Társaság elnökségi tagja.

## Könyvei
- BERSZÁN: GENEZIS-PROJEKT. Művészeti album (szerző, szerkesztő). MODEM, Debrecen, 2010.
- AZ EMBER TESTE. Filozófiai írások. Kalligram Kiadó, Pozsony, 2011
- NÉMETH ÁGNES: FORMÁLÓMEZŐ. Művészeti album (szerző). Ferenczy Múzeum, Szentendre, 2015
- DIVERZÍV ÉPÍTÉSZET. Ekler Dezső építészete esztétikai perspektívából. L'Harmattan, Budapest, 2017
- KANT HÁTÁN A SZŐR. Esztétikai írások. L'Harmattan, Budapest, 2017
- WOUNDING THE COLOR BLACK: On Zsolt Berszán's art. Asociatia BAZIS, Cluj-Napoca, Románia, 2018
- SÖTÉT ÉS NÉMA. Filozófiai esszék – irodalomról, filmről, képzőművészetről. L’Harmattan, Budapest, 2019
- SEM ISTEN, SEM ÁLLAT. Fejezetek az áldozati kultúra dekonstrukciójából. Prae Kiadó, Budapest, 2023
- Széplaky Gerda (szerk.): A zsarnokság szépsége. Tanulmányok a totalitarizmus művészetéről. Kalligram Kiadó, Pozsony, 2008. (Válogatás, szerkesztés, előszó, tanulmány)
- Széplaky Gerda, Gulyás Gábor (szerk.): Az árnyék helye.Tanulmányok a morál, az igazság és az erőszak kérdéseiről. Kalligram Kiadó, Pozsony, 2011. (Válogatás, szerkesztés, előszó)
- Széplaky Gerda, Valastyán Tamás (szerk.): Az Aligtól a túlig. Bevezetés Vajda Mihály gondolkodásába (Pszeudo lexikon). Dupress, 2015. (Szerkesztés, előszó, tanulmány)
- Széplaky Gerda, Antal Éva, Kicsák Lóránt (szerk.): Performatív fordulatok. Líceum Kiadó, Eger, 2015. (Szerkesztés, tanulmány)
- Széplaky Gerda, Kicsák Lóránt (szerk.): A feltalálás vágya és ígérete. Tanulmányok az invencióról. L'Harmattan, Bp. 2020. (Szerkesztés, előszó, tanulmány)

## Munkahelyei
- 1993–1995. Határ című irodalmi és bölcseleti folyóirat szerkesztése
- 2001–2005 Vulgo című filozófiai folyóirat szerkesztése
- 2003–2005: Debreceni Disputa című kulturális-közéleti folyóirat szerkesztése
- 2001–2003: MTA TKI, fiatal kutató
- 2004–2007: A totalitarizmus és az európai szellem című kutatási projekt szakmai koordinátora (MTA TKI – DE TEK)
- 2005–2011: Kalligram Kiadó, Memento könyvek sorozatszerkesztése (Vajda Mihállyal közösen)
- 2001–2011: DE Filozófia Intézet, óraadó oktató
- 2011–2013: PPKE Esztétika Tanszék, óraadó oktató
- 2013–: EKE Vizuális Művészeti Intézet, egyetemi docens; majd EKKE Képzőművészeti és Művészetelméleti Intézet egyetemi docense
- 2014: Flash Art című képzőművészeti folyóirat szerkesztése
- 2016–: Performativitás Kutatócsoport tagja; a Performa című folyóirat szerkesztője
- 2018: MOME Doktori Iskola, óraadó oktató
- 2019: KRE Filozófia Tanszék, óraadó oktató